# Пимекролимус
Пимекролимус  — производное макролактама аскомицина. Селективно ингибирует продукцию и высвобождение цитокинов и медиаторов из Т-лимфоцитов и тучных клеток. Обладает противовоспалительными свойствами.

## Фармакологическое действие
Фармакологическое действие - дерматотропное, иммунодепрессивное, противовоспалительное местное. Пимекролимус специфично связывается с цитозольным рецептором макрофилином-12 Т-лимфоцитов и ингибирует кальций-зависимую фосфатазу — кальциневрин. В результате подавляет активацию Т-лимфоцитов, блокируя транскрипцию и выработку в Т-хелперах 1 и 2 типа ранних цитокинов. В частности, в наномолярных концентрациях ингибирует синтез провоспалительных цитокинов — интерлейкина−2 и интерферона-γ, а также интерлейкина−4, интерлейкина−5, интерлейкина−10, фактор некроза опухоли и гранулоцитарно-макрофагальный колониестимулирующий фактор в Т-клетках человека. Пимекролимус предотвращает высвобождение провоспалительных цитокинов, а также медиаторов воспаления из тучных клеток in vitro в ответ на стимуляцию антигеном/IgE. Пимекролимус не влияет на кератиноциты, фибробласты и эндотелиальные клетки.

### Фармакокинетика
При лечении взрослых пациентов с атопическим дерматитом (с поражением 13–62% поверхности тела) в течение периода до 1 года регистрируемые концентрации пимекролимуса в крови были на пределе или ниже чувствительности метода его количественного определения (менее 0,5 нг/мл). У пациентов с определяемым уровнем вещества в крови он был ниже 2 нг/мл, при этом кумуляции вещества с течением времени отмечено не было. В связи с низкой системной абсорбцией пимекролимуса при его местном применении определение таких фармакокинетических параметров, как AUC, Cmax, Т1/2 и др. не проводилось. В исследованиях in vitro показано, что связывание с белками плазмы составляет 74–87%.
После однократного введения внутрь дозы с радиоактивной меткой определялись многочисленные циркулирующие О-деметилированные метаболиты, при этом примерно 81% радиоактивности обнаруживалось преимущественно в фекалиях (78,4%) в виде метаболитов, менее 1% радиоактивности определялось в фекалиях в неизмененном виде. В исследованиях in vitro с использованием микросом печени человека показано, что пимекролимус метаболизируется с участием подсемейства ферментов CYP3A. В экспериментах in vivo на коже мини-свиней (minipig — порода свиней для лабораторных исследований) или in vitro на коже людей биотрансформации вещества в коже не обнаружено.
Системное воздействие пимекролимуса в виде 1% крема было исследовано у 26 детей в возрасте 2–14 лет с атопическим дерматитом (с поражением 20–69% поверхности тела). После аппликации крема дважды в день в течение 3 нед концентрации пимекролимуса в крови были низкими (менее 3 нг/мл), а в большинстве образцов не достигали предела определения (0,5 нг/мл). У 20 детей из 23 наблюдавшихся и только у 13 взрослых из 25 наблюдавшихся в течение 3-недельного периода была по крайней мере одна проба крови с определяемой концентрацией. Ввиду низкого и изменчивого уровня пимекролимуса в крови не представлялось возможным установить корреляцию между степенью поражения, количеством наносимого крема и концентрацией вещества в крови. В целом, измеряемые плазменные концентрации у взрослых и детей с атопическим дерматитом были сопоставимы.
В другой группе у 22 детей в возрасте 3–23 мес с атопическим дерматитом (с поражением 10–92% поверхности тела) была высокая доля образцов крови с определяемыми концентрациями в диапазоне от 0,1 нг/мл (предел определения) до 2,6 нг/мл, что может быть следствием большей величины соотношения поверхность тела/масса тела у этой возрастной группы.

## Показания
- атопический дерматит.

## Противопоказания
- гиперчувствительность;
- детский возраст (до 3 мес);
- острые вирусные, бактериальные и грибковые инфекции кожи.

### C осторожностью
- Беременность, период лактации (исключая нанесение на область молочных желез).

## Способ применения и дозы
Наружно, 2 раза в сутки. Крем наносят тонким слоем на пораженные участки кожи и осторожно втирают до полного впитывания. Крем можно наносить на кожу любых частей тела, включая голову, лицо, шею, области опрелостей. Лечение продолжают до полного исчезновения симптомов. При первых признаках рецидива атопического дерматита терапию следует возобновить. Если симптомы заболевания сохраняются в течение 6 нед, следует провести повторную оценку состояния больного.
При лечении кремом можно применять увлажняющие средства для ежедневного ухода за кожей.
Не следует использовать крем под окклюзионную повязку, т.к. безопасность при применении под окклюзионную повязку (возможно повышение системного воздействия) не оценивалась.

## Меры предосторожности
Не рекомендуется использовать крем у детей в возрасте до 2-х лет.
Не следует наносить крем на участки, пораженные острой вирусной инфекцией.
Поскольку оценка эффективности и безопасности применения крема при лечении инфекционного атопического дерматита не проводилась, до начала его использования необходимо вылечить кожную инфекцию или оценить риск и предполагаемую пользу от его использования.
Пациенты с атопическим дерматитом имеют предрасположенность к инфекциям кожи, а проводимое лечение может повышать риск инфицирования вирусами varicella zoster (ветряная оспа или опоясывающий лишай) и herpes simplex, или возникновение герпетиформной экземы Капоши.
Местные реакции (жжение в месте нанесения), которые проявляются в первые несколько дней аппликации крема (обычно исчезают в течение не более 5 дней), имеют легкую или умеренную степень выраженности и уменьшаются по мере улучшения состояния.
В клинических исследованиях с использованием крема сообщалось о 14 случаях лимфаденопатии (0,9%), в основном связанных с инфекциями и поддающихся лечению антибиотиками, при этом большинство из этих случаев либо имели ясную этиологию, либо тенденцию к нормализации. При развитии лимфаденопатии в период применения крема необходимо установить причину; при отсутствии ясной этиологии лимфаденопатии или при наличии острого инфекционного мононуклеоза применение крема необходимо прекратить, а пациентов наблюдать до нормализации состояния.
В клинических исследованиях у пациентов, использующих крем, было отмечено 15 случаев (1%) развития папиллом кожи (самому молодому из пациентов было 2 года, самому старшему — 12 лет). В случаях усугубления процесса образования папиллом кожи, либо при резистентности к стандартной терапии, необходимо прекратить применение крема до полного устранения бородавок.
Несмотря на отсутствие фототоксичности при применении крема, в период лечения пациентам следует избегать воздействия прямых солнечных лучей и УФ-облучения, т.к. в исследованиях канцерогенности у животных было обнаружено снижение времени начала образования опухолей кожи под воздействием УФ-облучения на фоне применения крема.
Данные об использовании крема у пациентов с иммунной недостаточностью отсутствуют.
Необходимо избегать попадания крема в глаза.

## Побочные эффекты
Применение 1% крема может вызывать незначительные преходящие реакции в месте нанесения, такие как чувство тепла и/или жжения. При значительной выраженности этих реакций пациенты должны проконсультироваться у врача.
Наиболее часто регистрируемыми побочными эффектами были реакции в месте применения препарата, которые отмечались у 19% пациентов, леченных 1% кремом, и у 16% пациентов из контрольной группы. Эти реакции в основном возникали на раннем этапе лечения, были незначительными/умеренными и непродолжительными.
Частота побочных эффектов: очень часто >10%; часто - от >1% до <10%; иногда - от > 0.1% до <1%; редко - от >0.01% до <0.1%; очень редко <0.01%.
Очень часто: жжение в месте нанесения крема. 
Часто: местные реакции (раздражение, зуд и покраснение кожи), кожные инфекции (фолликулит). 
Иногда: нагноение; ухудшение заболевания; простой герпес; дерматит, обусловленный вирусом простого герпеса (герпетическая экзема); контагиозный моллюск, местные реакции, такие как сыпь, боль, парестезии, шелушение, сухость, отечность, кожные папилломы, фурункулы.
Сообщалось о редких случаях непереносимости алкоголя при лечении 1% кремом. В большинстве случаев сразу же после приема алкоголя развивалось покраснение лица, сыпь, жжение, зуд или припухлость.

## Взаимодействие
Возможные взаимодействия с другими лекарственными средствами (включая иммунизацию) систематично не изучались. Вследствие очень низкого уровня пимекролимуса в крови при его местном применении системные эффекты взаимодействия маловероятны, но не исключены. Сопутствующее назначение ингибиторов подсемейства ферментов CYP3A, таких как эритромицин, итраконазол, кетоконазол, флуконазол, блокаторы кальциевых каналов, циметидин и др. должно проводиться с осторожностью.

## Передозировка
Случаев передозировки при использовании крема, а также случайного употребления внутрь не отмечалось.